# 800
800是799与801之间的自然数。

## 数学性质
- 合數，正因數有1、2、4、5、8、10、16、20、25、32、40、50、80、100、160、200、400和800。
質因數分解為{\displaystyle 2^{5}\times 5^{2}}。
- 過剩數，真因數和為1153，盈度為353。
  - 半完全數，和為本身的其中一組因數為4、 5、 8、 10、 16、 20、 25、 32、 40、 80、 160、 400。
- 十进制的哈沙德數。
- 十进制的奢侈數。

800是一個哈沙德數。800还可以写成連續4個素数的和：800 = 193 + 197 + 199 + 211。

## 在人类文化中
- 纪念在淞沪会战最后阶段四行仓库保卫战中英勇作战的国民革命军战士而作的歌八百壮士歌。
  - 改编自八佰壮士事迹的电影《八佰》。
- 在日語中，常以800表示多數。
- 800公尺賽跑
- 馬自達Millenia，又稱Eunos 800。
- 在一些国家和地区，800是免费电话的开头号码。

## 在其它领域中
- VPN的「連線錯誤 800」多半是使用的DNS伺服器繁忙，無法對伺服器IP位址或者功能變數名稱的名字進行解析所引起。
- 801在中華民國郵遞區號中是指高雄市新興區。
- 小行星800
- NGC 800

## 801 至 899
801
- 合数，正因數有1、3、9、89、267和801。
質因數分解，{\displaystyle 3^{2}\times 89}。
- 亏数，真因數和為369，虧度為432
- 不尋常數，大於平方根的質因數為89。
- 十进制的奢侈數。

802
- 合数，正因數有1、2、401和802。
質因數分解，{\displaystyle 2\times 401}。
- 亏数，真因數和為404，虧度為398
- 不尋常數，大於平方根的質因數為401。
- 半素数。
- 无平方数因数的数。
- 十进制的奢侈數。

803
- 合数，正因數有1、11、73和803。
質因數分解，{\displaystyle 11\times 73}。
- 亏数，真因數和為85，虧度為718
- 不尋常數，大於平方根的質因數為73。
- 半素数。
- 无平方数因数的数。
- 十进制的奢侈數。

804
- 合数，正因數有1、2、3、4、6、12、67、134、201、268、402和804。
質因數分解，{\displaystyle 2^{2}\times 3\times 67}。
- 过剩数，真因數和為1100，盈度為296
  - 半完全数，和為本身的其中一組因數為67、 134、 201、 402。
- 不尋常數，大於平方根的質因數為67。
- 十进制的奢侈數。

805
- 合数，正因數有1、5、7、23、35、115、161和805。
質因數分解，{\displaystyle 5\times 7\times 23}。
- 亏数，真因數和為347，虧度為458
- 无平方数因数的数。
  - 楔形数。
- 十进制的奢侈數。

806
- 合数，正因數有1、2、13、26、31、62、403和806。
質因數分解，{\displaystyle 2\times 13\times 31}。
- 亏数，真因數和為538，虧度為268
- 不尋常數，大於平方根的質因數為31。
- 无平方数因数的数。
  - 楔形数。
- 十进制的奢侈數。

807
- 合数，正因數有1、3、269和807。
質因數分解，{\displaystyle 3\times 269}。
- 亏数，真因數和為273，虧度為534
- 不尋常數，大於平方根的質因數為269。
- 半素数。
- 无平方数因数的数。
- 十进制的奢侈數。

808
- 合数，正因數有1、2、4、8、101、202、404和808。
質因數分解，{\displaystyle 2^{3}\times 101}。
- 亏数，真因數和為722，虧度為86
- 不尋常數，大於平方根的質因數為101。
- 十进制的奢侈數。

809
- 第140個質數。
  - 孪生素数，為（809、 811）

810
- 合数，正因數有1、2、3、5、6、9、10、15、18、27、30、45、54、81、90、135、162、270、405和810。
質因數分解，{\displaystyle 2\times 3^{4}\times 5}。
- 过剩数，真因數和為1368，盈度為558
- 十进制的奢侈數。

811
- 第141個質數。
  - 孪生素数，為（809、 811）

812
- 合数，正因數有1、2、4、7、14、28、29、58、116、203、406和812。
質因數分解，{\displaystyle 2^{2}\times 7\times 29}。
- 过剩数，真因數和為868，盈度為56
  - 半完全数，和為本身的其中一組因數為1、 28、 58、 116、 203、 406。
- 不尋常數，大於平方根的質因數為29。
- 佩服數，佩服因數為28。
- 普洛尼克数，為28與29的乘積。
- 十进制的奢侈數。

813
- 合数，正因數有1、3、271和813。
質因數分解，{\displaystyle 3\times 271}。
- 亏数，真因數和為275，虧度為538
- 不尋常數，大於平方根的質因數為271。
- 半素数。
- 无平方数因数的数。
- 十进制的奢侈數。

814
- 合数，正因數有1、2、11、22、37、74、407和814。
質因數分解，{\displaystyle 2\times 11\times 37}。
- 亏数，真因數和為554，虧度為260
- 不尋常數，大於平方根的質因數為37。
- 无平方数因数的数。
  - 楔形数。
- 十进制的奢侈數。

815
- 合数，正因數有1、5、163和815。
質因數分解，{\displaystyle 5\times 163}。
- 亏数，真因數和為169，虧度為646
- 不尋常數，大於平方根的質因數為163。
- 半素数。
- 无平方数因数的数。
- 十进制的奢侈數。

816
- 合数，正因數有1、2、3、4、6、8、12、16、17、24、34、48、51、68、102、136、204、272、408和816。
質因數分解，{\displaystyle 2^{4}\times 3\times 17}。
- 过剩数，真因數和為1416，盈度為600
- 十进制的奢侈數。

817
- 合数，正因數有1、19、43和817。
質因數分解，{\displaystyle 19\times 43}。
- 亏数，真因數和為63，虧度為754
- 不尋常數，大於平方根的質因數為43。
- 半素数。
- 无平方数因数的数。
- 十进制的奢侈數。

818
- 合数，正因數有1、2、409和818。
質因數分解，{\displaystyle 2\times 409}。
- 亏数，真因數和為412，虧度為406
- 不尋常數，大於平方根的質因數為409。
- 半素数。
- 无平方数因数的数。
- 十进制的奢侈數。

819
- 合数，正因數有1、3、7、9、13、21、39、63、91、117、273和819。
質因數分解，{\displaystyle 3^{2}\times 7\times 13}。
- 亏数，真因數和為637，虧度為182
- 十进制的奢侈數。

820
- 合数，正因數有1、2、4、5、10、20、41、82、164、205、410和820。
質因數分解，{\displaystyle 2^{2}\times 5\times 41}。
- 过剩数，真因數和為944，盈度為124
  - 半完全数，和為本身的其中一組因數為2、 4、 5、 10、 20、 164、 205、 410。
- 不尋常數，大於平方根的質因數為41。
- 十进制的奢侈數。

821
- 第142個質數。
  - 孪生素数，為（821、 823）

822
- 合数，正因數有1、2、3、6、137、274、411和822。
質因數分解，{\displaystyle 2\times 3\times 137}。
- 过剩数，真因數和為834，盈度為12
  - 半完全数，和為本身的其中一組因數為137、 274、 411。
- 不尋常數，大於平方根的質因數為137。
- 佩服數，佩服因數為6。
- 无平方数因数的数。
  - 楔形数。
- 十进制的奢侈數。

823
- 第143個質數。
  - 孪生素数，為（821、 823）

824
- 合数，正因數有1、2、4、8、103、206、412和824。
質因數分解，{\displaystyle 2^{3}\times 103}。
- 亏数，真因數和為736，虧度為88
- 不尋常數，大於平方根的質因數為103。
- 十进制的奢侈數。

825
- 合数，正因數有1、3、5、11、15、25、33、55、75、165、275和825。
質因數分解，{\displaystyle 3\times 5^{2}\times 11}。
- 亏数，真因數和為663，虧度為162
- 十进制的奢侈數。

826
- 合数，正因數有1、2、7、14、59、118、413和826。
質因數分解，{\displaystyle 2\times 7\times 59}。
- 亏数，真因數和為614，虧度為212
- 不尋常數，大於平方根的質因數為59。
- 无平方数因数的数。
  - 楔形数。
- 十进制的奢侈數。

827
- 第144個質數。
  - 孪生素数，為（827、 829）

828
- 合数，正因數有1、2、3、4、6、9、12、18、23、36、46、69、92、138、207、276、414和828。
質因數分解，{\displaystyle 2^{2}\times 3^{2}\times 23}。
- 过剩数，真因數和為1356，盈度為528
- 十进制的奢侈數。

829
- 第145個質數。
  - 孪生素数，為（827、 829）

830
- 合数，正因數有1、2、5、10、83、166、415和830。
質因數分解，{\displaystyle 2\times 5\times 83}。
- 亏数，真因數和為682，虧度為148
- 不尋常數，大於平方根的質因數為83。
- 无平方数因数的数。
  - 楔形数。
- 十进制的奢侈數。

831
- 合数，正因數有1、3、277和831。
質因數分解，{\displaystyle 3\times 277}。
- 亏数，真因數和為281，虧度為550
- 不尋常數，大於平方根的質因數為277。
- 半素数。
- 无平方数因数的数。
- 十进制的奢侈數。

832
- 合数，正因數有1、2、4、8、13、16、26、32、52、64、104、208、416和832。
質因數分解，{\displaystyle 2^{6}\times 13}。
- 过剩数，真因數和為946，盈度為114
  - 半完全数，和為本身的其中一組因數為1、 4、 13、 16、 26、 32、 52、 64、 208、 416。
- 十进制的奢侈數。

833
- 合数，正因數有1、7、17、49、119和833。
質因數分解，{\displaystyle 7^{2}\times 17}。
- 亏数，真因數和為193，虧度為640
- 十进制的奢侈數。

834
- 合数，正因數有1、2、3、6、139、278、417和834。
質因數分解，{\displaystyle 2\times 3\times 139}。
- 过剩数，真因數和為846，盈度為12
  - 半完全数，和為本身的其中一組因數為139、 278、 417。
- 不尋常數，大於平方根的質因數為139。
- 佩服數，佩服因數為6。
- 无平方数因数的数。
  - 楔形数。
- 十进制的奢侈數。

835
- 合数，正因數有1、5、167和835。
質因數分解，{\displaystyle 5\times 167}。
- 亏数，真因數和為173，虧度為662
- 不尋常數，大於平方根的質因數為167。
- 半素数。
- 无平方数因数的数。
- 十进制的奢侈數。

836
- 合数，正因數有1、2、4、11、19、22、38、44、76、209、418和836。
質因數分解，{\displaystyle 2^{2}\times 11\times 19}。
- 过剩数，真因數和為844，盈度為8
  - 奇異數。
- 佩服數，佩服因數為4。
- 十进制的奢侈數。

837
- 合数，正因數有1、3、9、27、31、93、279和837。
質因數分解，{\displaystyle 3^{3}\times 31}。
- 亏数，真因數和為443，虧度為394
- 不尋常數，大於平方根的質因數為31。
- 十进制的奢侈數。

838
- 合数，正因數有1、2、419和838。
質因數分解，{\displaystyle 2\times 419}。
- 亏数，真因數和為422，虧度為416
- 不尋常數，大於平方根的質因數為419。
- 半素数。
- 无平方数因数的数。
- 十进制的奢侈數。

839
- 第146個質數。

840
- 合数，正因數有1、2、3、4、5、6、7、8、10、12、14、15、20、21、24、28、30、35、40、42、56、60、70、84、105、120、140、168、210、280、420和840。
質因數分解，{\displaystyle 2^{3}\times 3\times 5\times 7}。
- 过剩数，真因數和為2040，盈度為1200
- 十进制的奢侈數。

841
- 合数，正因數有1、29和841。
質因數分解，{\displaystyle 29^{2}}。
- 亏数，真因數和為30，虧度為811
- 半素数。
- 平方数，為29的平方。
- 十进制的等數位數。

842
- 合数，正因數有1、2、421和842。
質因數分解，{\displaystyle 2\times 421}。
- 亏数，真因數和為424，虧度為418
- 不尋常數，大於平方根的質因數為421。
- 半素数。
- 无平方数因数的数。
- 十进制的奢侈數。

843
- 合数，正因數有1、3、281和843。
質因數分解，{\displaystyle 3\times 281}。
- 亏数，真因數和為285，虧度為558
- 不尋常數，大於平方根的質因數為281。
- 半素数。
- 无平方数因数的数。
- 十进制的奢侈數。

844
- 合数，正因數有1、2、4、211、422和844。
質因數分解，{\displaystyle 2^{2}\times 211}。
- 亏数，真因數和為640，虧度為204
- 不尋常數，大於平方根的質因數為211。
- 十进制的奢侈數。

845
- 合数，正因數有1、5、13、65、169和845。
質因數分解，{\displaystyle 5\times 13^{2}}。
- 亏数，真因數和為253，虧度為592
- 十进制的奢侈數。

846
- 合数，正因數有1、2、3、6、9、18、47、94、141、282、423和846。
質因數分解，{\displaystyle 2\times 3^{2}\times 47}。
- 过剩数，真因數和為1026，盈度為180
  - 半完全数，和為本身的其中一組因數為47、 94、 282、 423。
- 不尋常數，大於平方根的質因數為47。
- 十进制的奢侈數。

847
- 合数，正因數有1、7、11、77、121和847。
質因數分解，{\displaystyle 7\times 11^{2}}。
- 亏数，真因數和為217，虧度為630
- 十进制的奢侈數。

848
- 合数，正因數有1、2、4、8、16、53、106、212、424和848。
質因數分解，{\displaystyle 2^{4}\times 53}。
- 亏数，真因數和為826，虧度為22
- 不尋常數，大於平方根的質因數為53。
- 十进制的奢侈數。

849
- 合数，正因數有1、3、283和849。
質因數分解，{\displaystyle 3\times 283}。
- 亏数，真因數和為287，虧度為562
- 不尋常數，大於平方根的質因數為283。
- 半素数。
- 无平方数因数的数。
- 十进制的奢侈數。

850
- 合数，正因數有1、2、5、10、17、25、34、50、85、170、425和850。
質因數分解，{\displaystyle 2\times 5^{2}\times 17}。
- 亏数，真因數和為824，虧度為26
- 十进制的奢侈數。

851
- 合数，正因數有1、23、37和851。
質因數分解，{\displaystyle 23\times 37}。
- 亏数，真因數和為61，虧度為790
- 不尋常數，大於平方根的質因數為37。
- 半素数。
- 无平方数因数的数。
- 十进制的奢侈數。

852
- 合数，正因數有1、2、3、4、6、12、71、142、213、284、426和852。
質因數分解，{\displaystyle 2^{2}\times 3\times 71}。
- 过剩数，真因數和為1164，盈度為312
  - 半完全数，和為本身的其中一組因數為71、 142、 213、 426。
- 不尋常數，大於平方根的質因數為71。
- 十进制的奢侈數。

853
- 第147個質數。

854
- 合数，正因數有1、2、7、14、61、122、427和854。
質因數分解，{\displaystyle 2\times 7\times 61}。
- 亏数，真因數和為634，虧度為220
- 不尋常數，大於平方根的質因數為61。
- 无平方数因数的数。
  - 楔形数。
- 十进制的奢侈數。

855
- 合数，正因數有1、3、5、9、15、19、45、57、95、171、285和855。
質因數分解，{\displaystyle 3^{2}\times 5\times 19}。
- 亏数，真因數和為705，虧度為150
- 十进制的奢侈數。

856
- 合数，正因數有1、2、4、8、107、214、428和856。
質因數分解，{\displaystyle 2^{3}\times 107}。
- 亏数，真因數和為764，虧度為92
- 不尋常數，大於平方根的質因數為107。
- 十进制的奢侈數。

857
- 第148個質數。
  - 孪生素数，為（857、 859）

858
- 合数，正因數有1、2、3、6、11、13、22、26、33、39、66、78、143、286、429和858。
質因數分解，{\displaystyle 2\times 3\times 11\times 13}。
- 过剩数，真因數和為1158，盈度為300
  - 半完全数，和為本身的其中一組因數為2、 3、 6、 11、 22、 26、 33、 39、 66、 78、 143、 429。
- 无平方数因数的数。
- 十进制的奢侈數。

859
- 第149個質數。
  - 孪生素数，為（857、 859）

860
- 合数，正因數有1、2、4、5、10、20、43、86、172、215、430和860。
質因數分解，{\displaystyle 2^{2}\times 5\times 43}。
- 过剩数，真因數和為988，盈度為128
  - 半完全数，和為本身的其中一組因數為43、 172、 215、 430。
- 不尋常數，大於平方根的質因數為43。
- 十进制的奢侈數。

861
- 合数，正因數有1、3、7、21、41、123、287和861。
質因數分解，{\displaystyle 3\times 7\times 41}。
- 亏数，真因數和為483，虧度為378
- 不尋常數，大於平方根的質因數為41。
- 无平方数因数的数。
  - 楔形数。
- 十进制的奢侈數。

862
- 合数，正因數有1、2、431和862。
質因數分解，{\displaystyle 2\times 431}。
- 亏数，真因數和為434，虧度為428
- 不尋常數，大於平方根的質因數為431。
- 半素数。
- 无平方数因数的数。
- 十进制的奢侈數。

863
- 第150個質數。

864
- 合数，正因數有1、2、3、4、6、8、9、12、16、18、24、27、32、36、48、54、72、96、108、144、216、288、432和864。
質因數分解，{\displaystyle 2^{5}\times 3^{3}}。
- 过剩数，真因數和為1656，盈度為792
- 十进制的奢侈數。

865
- 合数，正因數有1、5、173和865。
質因數分解，{\displaystyle 5\times 173}。
- 亏数，真因數和為179，虧度為686
- 不尋常數，大於平方根的質因數為173。
- 半素数。
- 无平方数因数的数。
- 十进制的奢侈數。

866
- 合数，正因數有1、2、433和866。
質因數分解，{\displaystyle 2\times 433}。
- 亏数，真因數和為436，虧度為430
- 不尋常數，大於平方根的質因數為433。
- 半素数。
- 无平方数因数的数。
- 十进制的奢侈數。

867
- 合数，正因數有1、3、17、51、289和867。
質因數分解，{\displaystyle 3\times 17^{2}}。
- 亏数，真因數和為361，虧度為506
- 十进制的奢侈數。

868
- 合数，正因數有1、2、4、7、14、28、31、62、124、217、434和868。
質因數分解，{\displaystyle 2^{2}\times 7\times 31}。
- 过剩数，真因數和為924，盈度為56
  - 半完全数，和為本身的其中一組因數為1、 2、 28、 62、 124、 217、 434。
- 不尋常數，大於平方根的質因數為31。
- 佩服數，佩服因數為28。
- 十进制的奢侈數。

869
- 合数，正因數有1、11、79和869。
質因數分解，{\displaystyle 11\times 79}。
- 亏数，真因數和為91，虧度為778
- 不尋常數，大於平方根的質因數為79。
- 半素数。
- 无平方数因数的数。
- 十进制的奢侈數。

870
- 合数，正因數有1、2、3、5、6、10、15、29、30、58、87、145、174、290、435和870。
質因數分解，{\displaystyle 2\times 3\times 5\times 29}。
- 过剩数，真因數和為1290，盈度為420
  - 半完全数，和為本身的其中一組因數為1、 2、 5、 6、 15、 29、 58、 145、 174、 435。
- 无平方数因数的数。
- 普洛尼克数，為29與30的乘積。
- 十进制的奢侈數。

871
- 合数，正因數有1、13、67和871。
質因數分解，{\displaystyle 13\times 67}。
- 亏数，真因數和為81，虧度為790
- 不尋常數，大於平方根的質因數為67。
- 半素数。
- 无平方数因数的数。
- 十进制的奢侈數。

872
- 合数，正因數有1、2、4、8、109、218、436和872。
質因數分解，{\displaystyle 2^{3}\times 109}。
- 亏数，真因數和為778，虧度為94
- 不尋常數，大於平方根的質因數為109。
- 十进制的奢侈數。

873
- 合数，正因數有1、3、9、97、291和873。
質因數分解，{\displaystyle 3^{2}\times 97}。
- 亏数，真因數和為401，虧度為472
- 不尋常數，大於平方根的質因數為97。
- 十进制的奢侈數。

874
- 合数，正因數有1、2、19、23、38、46、437和874。
質因數分解，{\displaystyle 2\times 19\times 23}。
- 亏数，真因數和為566，虧度為308
- 无平方数因数的数。
  - 楔形数。
- 十进制的奢侈數。

875
- 合数，正因數有1、5、7、25、35、125、175和875。
質因數分解，{\displaystyle 5^{3}\times 7}。
- 亏数，真因數和為373，虧度為502
- 十进制的等數位數。

876
- 合数，正因數有1、2、3、4、6、12、73、146、219、292、438和876。
質因數分解，{\displaystyle 2^{2}\times 3\times 73}。
- 过剩数，真因數和為1196，盈度為320
  - 半完全数，和為本身的其中一組因數為73、 146、 219、 438。
- 不尋常數，大於平方根的質因數為73。
- 十进制的奢侈數。

877
- 第151個質數。

878
- 合数，正因數有1、2、439和878。
質因數分解，{\displaystyle 2\times 439}。
- 亏数，真因數和為442，虧度為436
- 不尋常數，大於平方根的質因數為439。
- 半素数。
- 无平方数因数的数。
- 十进制的奢侈數。

879
- 合数，正因數有1、3、293和879。
質因數分解，{\displaystyle 3\times 293}。
- 亏数，真因數和為297，虧度為582
- 不尋常數，大於平方根的質因數為293。
- 半素数。
- 无平方数因数的数。
- 十进制的奢侈數。

880
- 合数，正因數有1、2、4、5、8、10、11、16、20、22、40、44、55、80、88、110、176、220、440和880。
質因數分解，{\displaystyle 2^{4}\times 5\times 11}。
- 过剩数，真因數和為1352，盈度為472
- 十进制的奢侈數。

881
- 第152個質數。
  - 孪生素数，為（881、 883）

882
- 合数，正因數有1、2、3、6、7、9、14、18、21、42、49、63、98、126、147、294、441和882。
質因數分解，{\displaystyle 2\times 3^{2}\times 7^{2}}。
- 过剩数，真因數和為1341，盈度為459
- 十进制的奢侈數。

883
- 第153個質數。
  - 孪生素数，為（881、 883）

884
- 合数，正因數有1、2、4、13、17、26、34、52、68、221、442和884。
質因數分解，{\displaystyle 2^{2}\times 13\times 17}。
- 亏数，真因數和為880，虧度為4
- 十进制的奢侈數。

885
- 合数，正因數有1、3、5、15、59、177、295和885。
質因數分解，{\displaystyle 3\times 5\times 59}。
- 亏数，真因數和為555，虧度為330
- 不尋常數，大於平方根的質因數為59。
- 无平方数因数的数。
  - 楔形数。
- 十进制的奢侈數。

886
- 合数，正因數有1、2、443和886。
質因數分解，{\displaystyle 2\times 443}。
- 亏数，真因數和為446，虧度為440
- 不尋常數，大於平方根的質因數為443。
- 半素数。
- 无平方数因数的数。
- 十进制的奢侈數。

887
- 第154個質數。

888
- 合数，正因數有1、2、3、4、6、8、12、24、37、74、111、148、222、296、444和888。
質因數分解，{\displaystyle 2^{3}\times 3\times 37}。
- 过剩数，真因數和為1392，盈度為504
  - 半完全数，和為本身的其中一組因數為1、 2、 4、 6、 24、 74、 111、 148、 222、 296。
- 不尋常數，大於平方根的質因數為37。
- 十进制的奢侈數。

889
- 合数，正因數有1、7、127和889。
質因數分解，{\displaystyle 7\times 127}。
- 亏数，真因數和為135，虧度為754
- 不尋常數，大於平方根的質因數為127。
- 半素数。
- 无平方数因数的数。
- 十进制的奢侈數。

890
- 合数，正因數有1、2、5、10、89、178、445和890。
質因數分解，{\displaystyle 2\times 5\times 89}。
- 亏数，真因數和為730，虧度為160
- 不尋常數，大於平方根的質因數為89。
- 无平方数因数的数。
  - 楔形数。
- 十进制的奢侈數。

891
- 合数，正因數有1、3、9、11、27、33、81、99、297和891。
質因數分解，{\displaystyle 3^{4}\times 11}。
- 亏数，真因數和為561，虧度為330
- 十进制的奢侈數。

892
- 合数，正因數有1、2、4、223、446和892。
質因數分解，{\displaystyle 2^{2}\times 223}。
- 亏数，真因數和為676，虧度為216
- 不尋常數，大於平方根的質因數為223。
- 十进制的奢侈數。

893
- 合数，正因數有1、19、47和893。
質因數分解，{\displaystyle 19\times 47}。
- 亏数，真因數和為67，虧度為826
- 不尋常數，大於平方根的質因數為47。
- 半素数。
- 无平方数因数的数。
- 十进制的奢侈數。

894
- 合数，正因數有1、2、3、6、149、298、447和894。
質因數分解，{\displaystyle 2\times 3\times 149}。
- 过剩数，真因數和為906，盈度為12
  - 半完全数，和為本身的其中一組因數為149、 298、 447。
- 不尋常數，大於平方根的質因數為149。
- 佩服數，佩服因數為6。
- 无平方数因数的数。
  - 楔形数。
- 十进制的奢侈數。

895
- 合数，正因數有1、5、179和895。
質因數分解，{\displaystyle 5\times 179}。
- 亏数，真因數和為185，虧度為710
- 不尋常數，大於平方根的質因數為179。
- 半素数。
- 无平方数因数的数。
- 十进制的奢侈數。

896
- 合数，正因數有1、2、4、7、8、14、16、28、32、56、64、112、128、224、448和896。
質因數分解，{\displaystyle 2^{7}\times 7}。
- 过剩数，真因數和為1144，盈度為248
  - 半完全数，和為本身的其中一組因數為1、 2、 4、 7、 14、 28、 32、 56、 64、 112、 128、 448。
- 十进制的等數位數。

897
- 合数，正因數有1、3、13、23、39、69、299和897。
質因數分解，{\displaystyle 3\times 13\times 23}。
- 亏数，真因數和為447，虧度為450
- 无平方数因数的数。
  - 楔形数。
- 十进制的奢侈數。

898
- 合数，正因數有1、2、449和898。
質因數分解，{\displaystyle 2\times 449}。
- 亏数，真因數和為452，虧度為446
- 不尋常數，大於平方根的質因數為449。
- 半素数。
- 无平方数因数的数。
- 十进制的奢侈數。

899
- 合数，正因數有1、29、31和899。
質因數分解，{\displaystyle 29\times 31}。
- 亏数，真因數和為61，虧度為838
- 不尋常數，大於平方根的質因數為31。
- 半素数。
- 无平方数因数的数。
- 十进制的奢侈數。